# 오미야정 (시즈오카현)
오미야정(大宮町)은 시즈오카현 후지군에 존재했던 정이다. 현재의 후지노미야시 중심부에 해당한다.

## 역사
과거에는 스루가국(駿河 国) 후지군( 富士郡 ) 에 속해 있었다. 후지씨의 근거지이기도 하며, 중세이후  후지씨의 지배하에 들어갔었다. 지리적으로 스루가국과 카이국을 잇는 땅이며, 중도 왕래가 위치한 곳이다. 따라서 스루가와 카이 사이의 분쟁이 있을 때, 오미야는 항상 정치적 긴장 관계에 놓여 있었다. 또한, 스루가와에서 이즈쿠니로 이어지는 가도를 연결하는 곳이었기 때문에 역참 마을로도 번성했다. 
- 1889년 4월 1일 - 오미야정이 성립하였다.
- 1932년 4월 21일 - 오미야정에 대형 화재가 발생해. 약 1200가구 소실. 약 7500명이 피해를 입었다.
- 1942년  6월 1일 - 도미오카촌과 합병하여 시로 승격해. 후지군에서는 처음이으로 7번째 시인 오미야시가 되었다. . 시로 승격하기 전, 오미야정의 인구 규모는 약 2만 6000명으로, 후지군의 중심지였다 .

## 참고문헌
- 大日本篤農家名鑑編纂所編『大日本篤農家名鑑』大日本篤農家名鑑編纂所、1910年。